# Luperus fiorii
Luperus fiorii es una especie de insecto coleóptero de la familia Chrysomelidae.
Fue descrita científicamente en 1895 por Julius Weise.